# 1:a klass (persontransport)

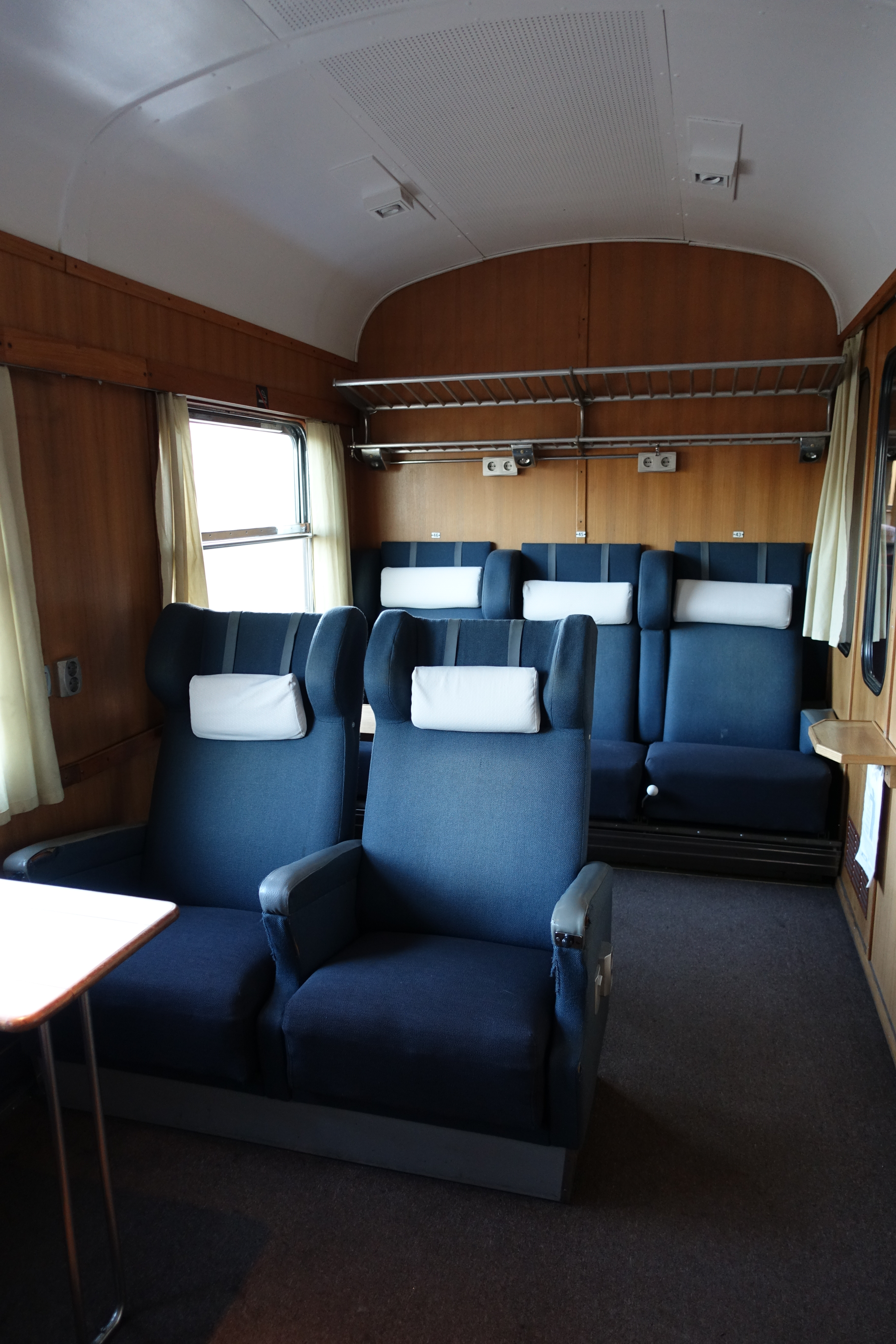
En förstaklasskupé av klassiskt snitt i en äldre svensk vagn.

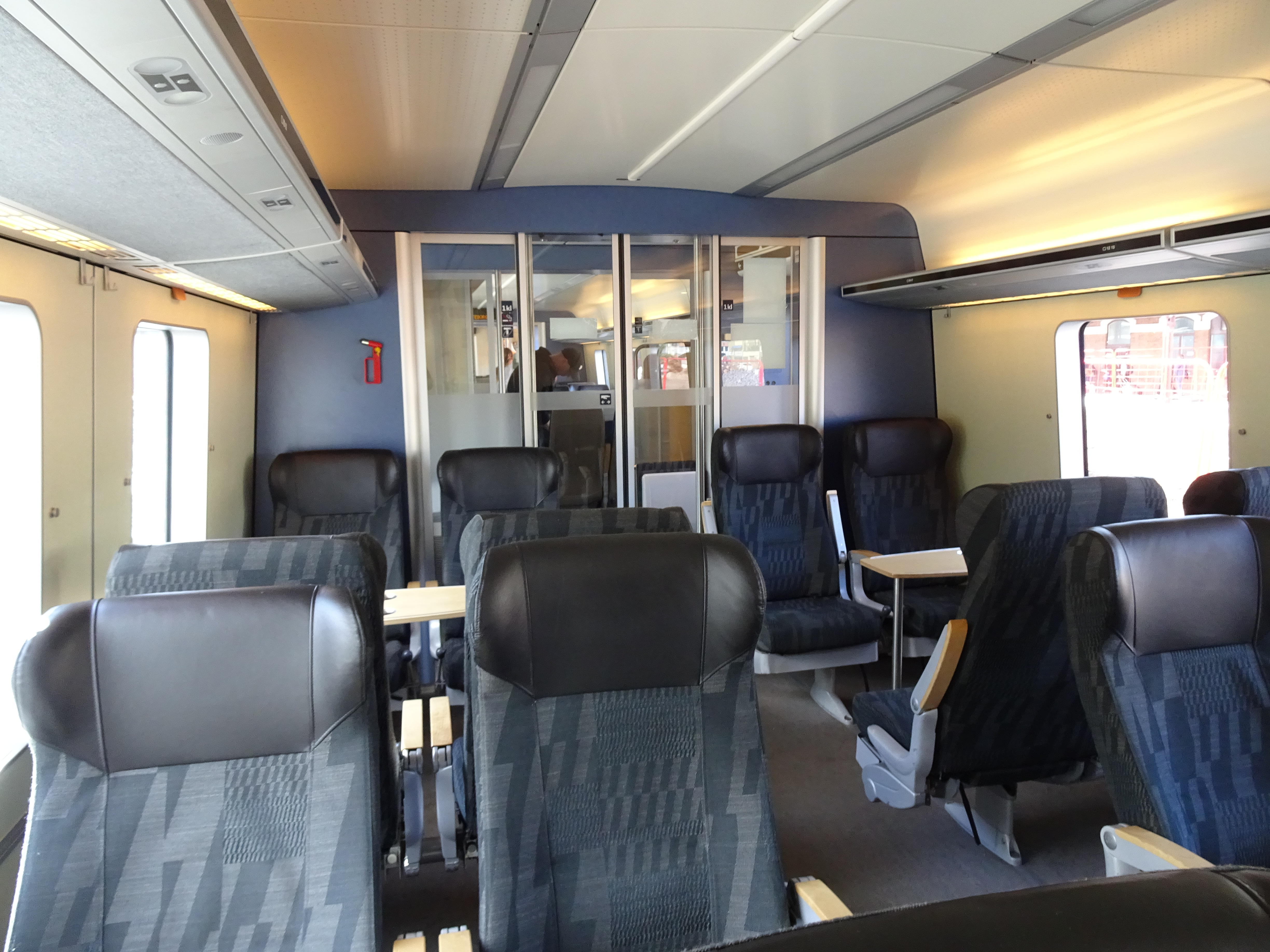
Förstaklassavdelningen på ett modernt svenskt tåg.

1:a klass eller Första klass, är oftast den bästa avdelningen för resanden inom persontransporter när flera olika alternativ finns. 1:a klass erbjuder extra bra service och komfort.

## Tåg

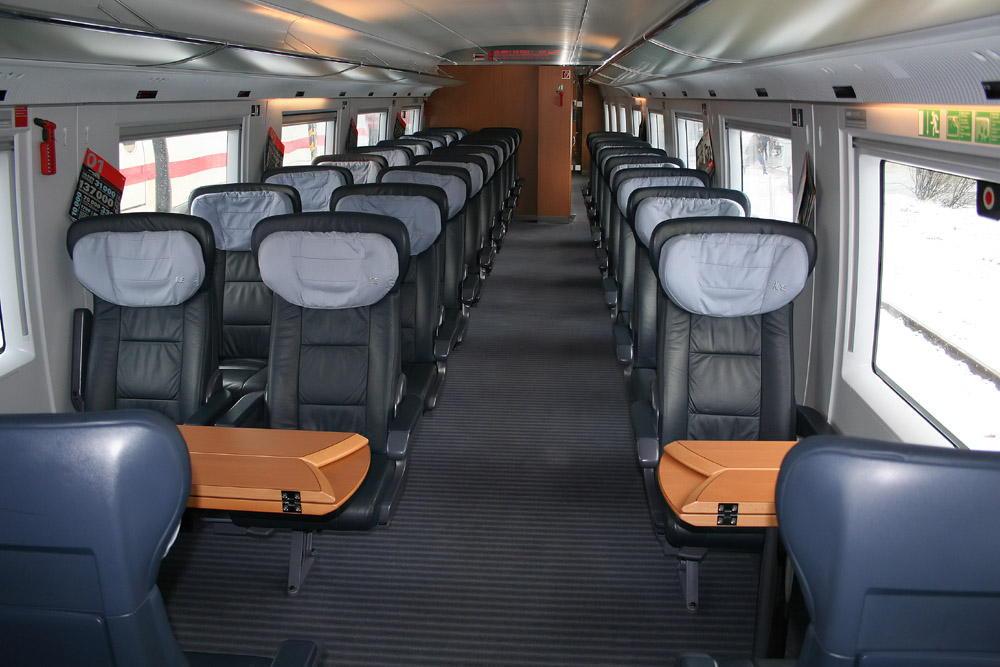
Första klass på ett tyskt ICE 3-tåg

I persontåg som går över längre avstånd ges vanligtvis resenären ett val mellan två (förr tre) olika standardklasser. Den bästa kallas oftast 1:a klass, men kan även ha andra namn, såsom Business och Executive på de italienska Frecciarossa-tågen. I vissa tåg med extra god standard kan alla avdelningar i tåget benämnas 1:a klass.
I nattåg kan 1:a klass innebära en kupé i en sovvagn som har större och färre sängar. Kupéerna kan också bara hyras ut hela. I dagtåg finns bredare och bekvämare stolar och ofta tillgång till lounge vid start- och/eller slutdestination. I båda typer av resor finns också ytterligare service, i form av servering av mat och tidningar mm.
I äldre tider var val av 1:a klass oftast en markering av exklusivitet. Fram till 1990-talet gällde att statliga chefstjänstemän i Sverige hade rätt att åka 1:a klass på tjänsteresor. Privata chefstjänstemän ville inte resa sämre och hade samma princip. Idag är det mer ett val för dem som har råd, dem som vill få en lugnare och bekvämare resa och för dem som reser i tjänsten. Tågens inredning har ändrats på så sätt att det blivit fler platser i 2:a klass och färre 1:a klass.
När X 2000 lanserades var tåget marknadsfört för tjänsteresenärer och hade endast 1:a klass men efter några år infördes även 2:a klass. Sedan 1990-talet och framåt har tjänsteresandet i 1:a klass minskat till förmån för 2:a klass, då företag och statliga myndigheter infört mer restriktiva policyer om tjänsteresor i 1:a klass.

## Flyg

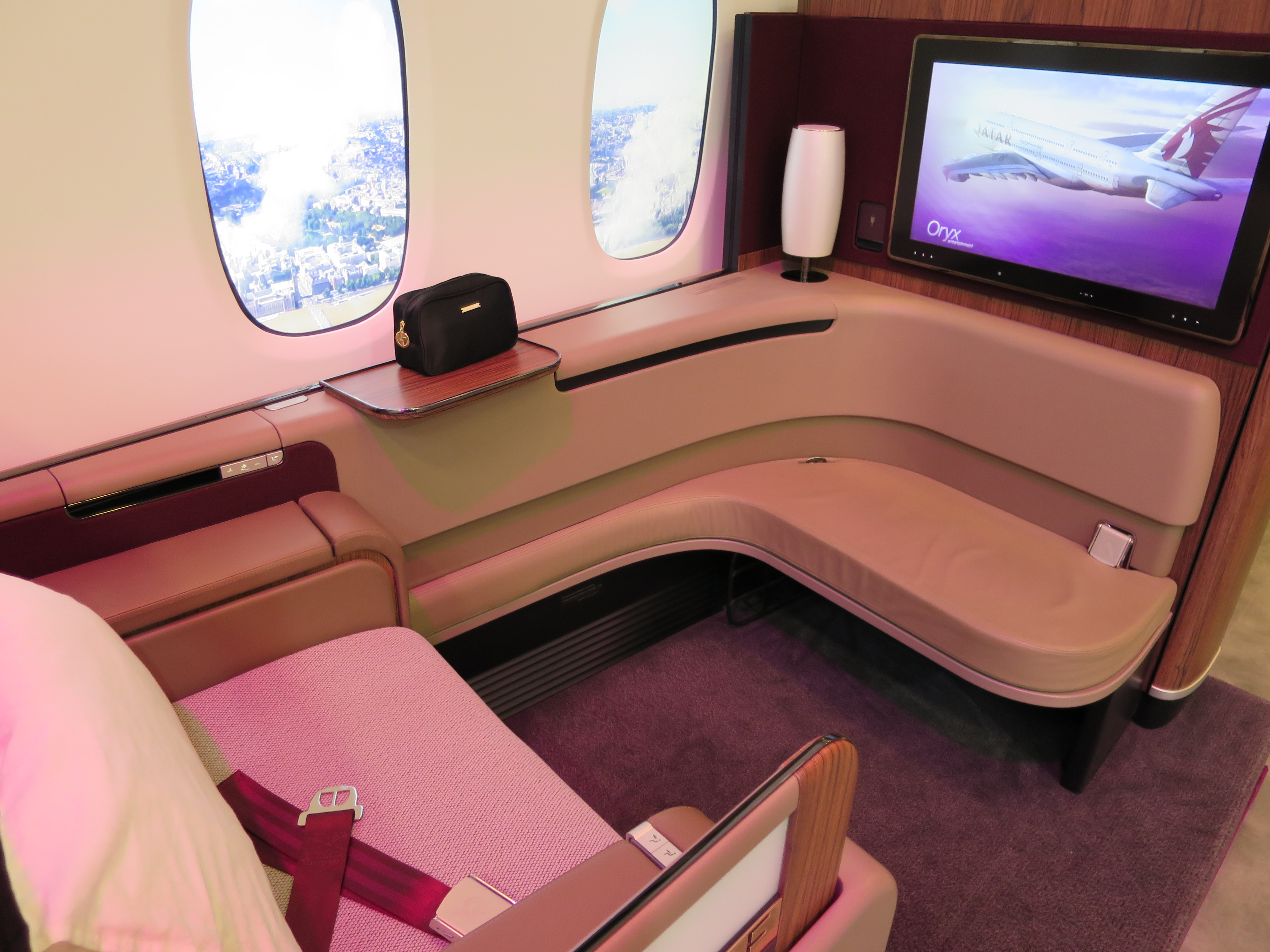
Första klass på Qatar Airways Airbus A380

Inom flyget finns numera 1:a klass bara av ett fåtal flygbolag och nästan uteslutande på långdistansflygningar, där det då finns tre eller fyra klasser att välja mellan. I detta fall är 1:a klass en lyxavdelning med högre komfort och service, oftast med få platser och avskärmning från andra passagerare och resten av flygplanet, så att en tystare och mer enskild atmosfär skapas. Normalt sett innebär även 1:a klass att servicen på marken är bättre, med separata lounger, incheckning och hjälp med transporten till flygplatsen. Jämfört med business-klass har första klass vanligtvis bättre mat, personlig service och större utrymme.
På korta och medeldistansflygningar fanns förr också en 1:a klass, men den ersattes genomgående på 1980-talet av en Business-klass, vars standard är jämförbar med tågets 1:a klass. Denna mellanstandardklass återfinns på många flygbolag och flygplan, med undantag för lågkostnadsbolag och vissa kortare flygningar.
I princip gäller på 1:a klass och lite mer begränsat på Business-klass, alltid gratis mat och dryck (med eller utan alkohol). Dessutom brukar det vara fri rätt till ombokningar och avbokningar med biljettpriset återbetalt. Många på tjänsteresa vill ha en flexibilitet att åka senare om något drar ut på tiden eller ställa in resan, och slippa redovisa outnyttjade eller dubbla (en missad och en nyinköpt) biljetter.
Då prisskillnaden mellan 1:a klass och business-klass är väldigt stor men skillnaden mellan de två produkterna ofta är mindre, har 1:a-klassresandet minskat och flera av de fåtal flygbolag som ännu har 1:a klass har planer på att avskaffa denna, till förmån för mer business-klass som har större efterfrågan och ger mer vinst till flygbolagen.

## Båt
Passagerarfartyg erbjuder oftast många olika komfortklasser. I äldre tider var det ofta två eller tre, då 1:a klass naturligtvis avsåg den bästa. Numera erbjuder dock kryssningsfartyg och passagerarfartyg många olika standardval där storlek och placering av hytten skiljer sig åt. Den bästa utrymmena kallas här oftast något annat än första klass, som redarhytter, kaptenshytter, lyxhytter.